# Branko Hucika
Branko Hucika (Zagreb, 10 juli 1977) is een voormalig Kroatisch voetballer.

## Carrière
Branko Hucika speelde tussen 1994 en 2007 voor Croatia Zagreb, Hrvatski Dragovoljac, Ulsan Hyundai, Shonan Bellmare, Čakovec, Győri ETO, Zagreb, Tampines Rovers en Polonia Warschau.